# John S. Harris

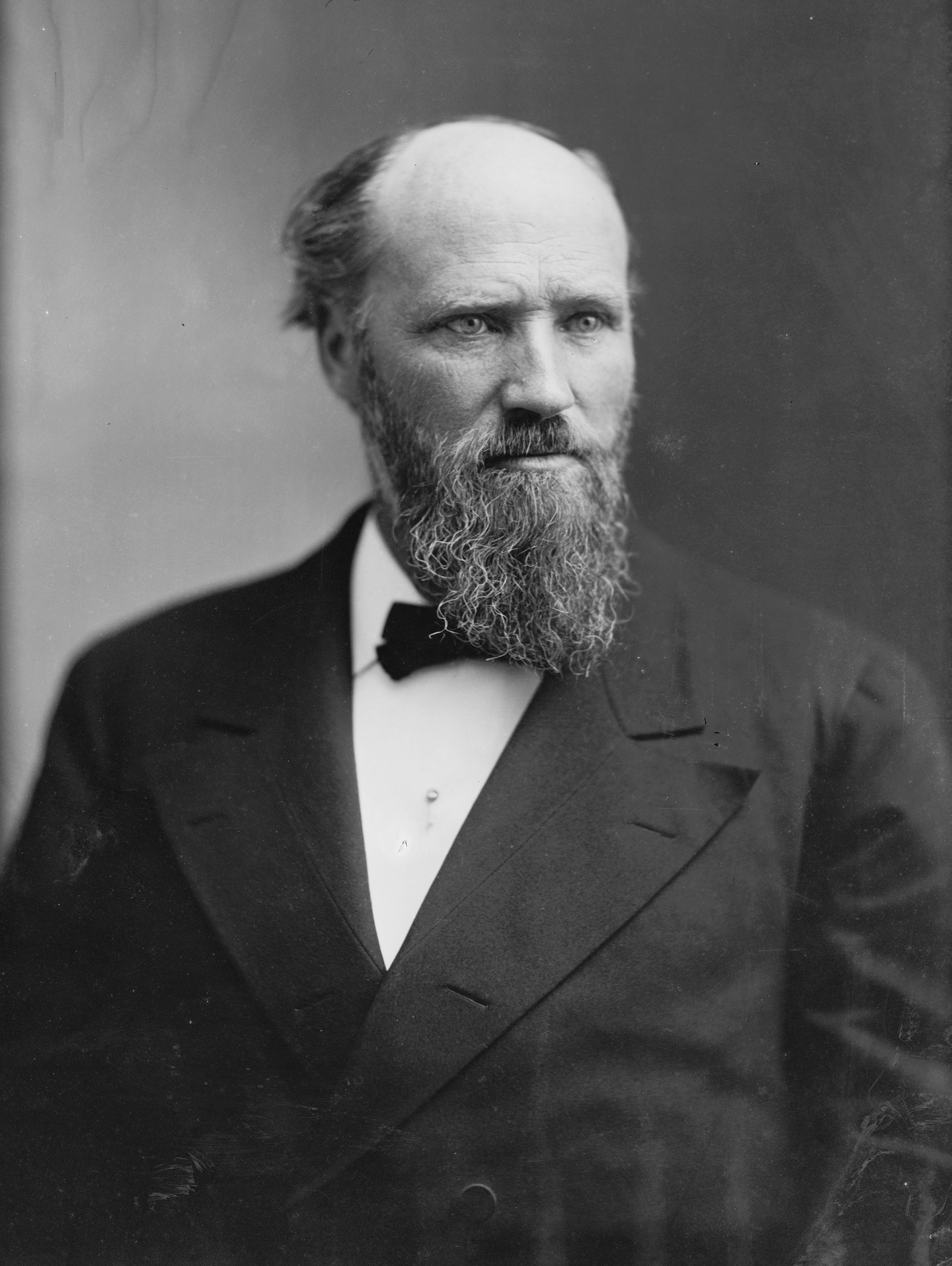
John S. Harris

John Spafford Harris (* 18. Dezember 1825 in Truxton, Cortland County, New York; † 25. Januar 1906 in Butte, Montana) war ein US-amerikanischer Politiker (Republikanische Partei), der den Bundesstaat Louisiana im US-Senat vertrat.
Nach dem Schulbesuch zog Harris zunächst ins DuPage County in Illinois, im Jahr 1846 dann nach Milwaukee. Er war dort als Sekretär in einem Handelsbetrieb angestellt und besserte gleichzeitig seine Bildung auf. 1863 schließlich siedelte er sich in Natchez in Louisiana an, wo er bis zum Ende des Sezessionskrieges einer der größten Baumwollpflanzer des Staates wurde.
Nach Kriegsende nahm er 1868 am Verfassungskonvent von Louisiana teil. Im Zeitraum bis zur Annahme der Verfassung leitete ein siebenköpfiges Komitee die Geschicke des Staates, zu dem auch Harris gehörte. Im Anschluss zog er ebenfalls noch im Jahr 1868 in den Staatssenat ein, ehe er am 8. Juli desselben Jahres nach Herstellung der politischen Rechte Louisianas einen der beiden Sitze des Staates im US-Senat einnahm. Er war der erste Republikaner, der Louisiana in diesem Gremium repräsentierte, bis er am 3. März 1871 aus dem Kongress ausschied.
Sein nächstes öffentliches Amt übernahm Harris am 21. November 1881, als ihn US-Präsident Chester A. Arthur zum obersten Landvermesser (Surveyor general) für Montana ernannte. In diesem Staat ist er dann auch im Januar 1906 verstorben.